# D 850 (Türkei)
Die D 850 (Devlet yolu 850) ist eine 852 km lange Straße in der Türkei. Sie ist eine der Nord-Süd-Hauptachsen des Lands und führt von Ünye am Schwarzen Meer im Norden nach Kilis an der Grenze zu Syrien. Dabei kreuzt oder berührt sie die großen West-Ost-Achsen D 010, D 100, D 300 und D 400.sowie die D 260 und die D 360.

## Verlauf

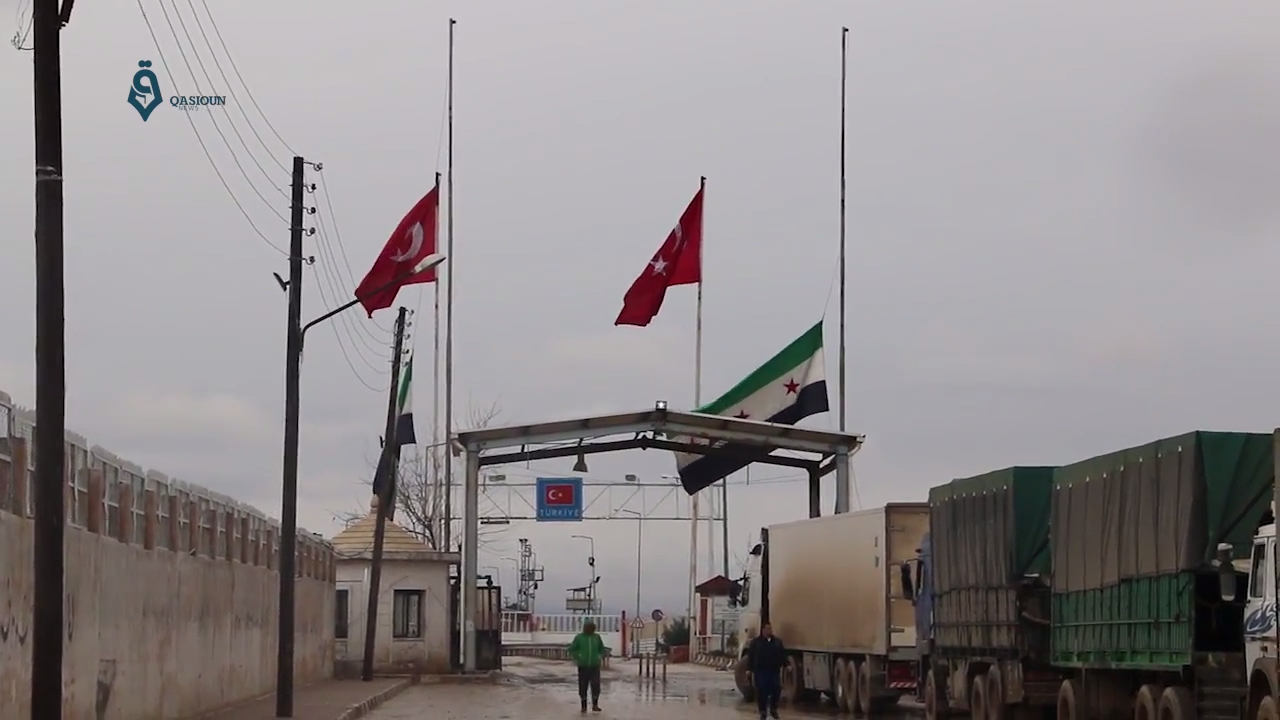
Grenzübergang Öncüpinar (Bab al-Salam)

Die Straße beginnt im Norden in Ünye an der D 010 und führt in südsüdwestlicher Richtung nach Niksar und weiter in die Provinzhauptstadt Tokat und weiter nach Yıldızeli, wo sie auf die D 200 trifft und mit dieser die Provinzhauptstadt Sivas erreicht.
Von Sivas verläuft die D 850 nach Süden zum untertunnelten Pass Yağdonduran Geçidi, biegt dann nach Osten ab und erreicht Kangal. Von dort führt sie nach Südosten in die Provinzhauptstadt Malatya, zuletzt gemeinsam mit der D 875. Von dort wendet sich die Straße (nach kurzem gemeinsamen Verlauf mit der D 300) nach Südwesten und überwindet den Pass Reşadiye Geçidi, bevor sie in Gölbaşı auf die D 360 trifft. 31 km weiter östlich zweigt die D 850 wieder von dieser ab und führt über Araban in die Provinzhauptstadt Gaziantep. Von dort aus erreicht sie Kilis und den Grenzort Öncüpinar an der (derzeit von der Freien Syrischen Armee kontrollierten) syrischen Grenze (36°38′3.7″N, 37°5′8.5″E).